# Yard Act
Gli Yard Act sono un gruppo rock britannico di Leeds, West Yorkshire, composto da James Smith (voce), Ryan Needham (basso), Sam Shipstone (chitarra) e Jay Russell (batteria). Il loro album di esordio, The Overload, è stato pubblicato il 21 gennaio 2022 e ha debuttato alla seconda posizione nella classifica degli album del Regno Unito.

## Storia del gruppo
Prima di formare la band, il cantante James Smith e il bassista Ryan Needham erano stati entrambi membri di altre band con sede a Leeds. Smith era un membro dei Post War Glamour Girls e Needham suonava nei Menace Beach, due band che pubblicarono insieme un EP split nel 2016. Dopo l'uscita dell'EP, il duo ha iniziato a discutere di formare una band insieme, progetto che alla fine si è concretizzato nel settembre 2019, quando si sono trasferiti insieme in una casa a Meanwood. Presto reclutarono il chitarrista Sammy Robinson e il batterista George Townend che suonavano insieme nei Treeboy & Arc. In questo periodo, Robinson lasciò il gruppo, venendo sostituito da Sam Shipstone. Prima dell'annuncio del loro album di debutto, la band aveva pubblicato solo un totale di quattro singoli in modo indipendente. Questi singoli sono stati poi raccolti in un EP, intitolato Dark Days, pubblicato nel 2021.
Il loro album di debutto The Overload è stato pubblicato il 21 gennaio 2022. Il gruppo era un "osservato speciale" nella rosa dei candidati Sound of 2022 della BBC. Il gruppo è stato anche nominato come uno dei "Migliori nuovi artisti del 2021" dal periodico Paste. Il 1º luglio 2022 è stata rilasciata un'altra versione di 100% Endurance arricchita da una collaborazione con Elton John.

## Stile musicale
La critica ha classificato la musica della band come post-punk e indie rock. Spesso utilizza elementi dell'Italo disco degli anni '70, dell'hip-hop degli anni '90 e dell'indie rock dei primi anni 2000.
I loro testi sono spesso politici e trattano argomenti come il capitalismo, la gentrificazione e la classe sociale in chiave critica, raccontati usando "dark humour e narrazione cinica". I loro testi assumono anche uno stile surrealista, come nella canzone Payday dal loro primo album.

## Formazione
Formazione attuale
- James Smith – voce (2019-oggi)
- Ryan Needham – basso (2019-oggi)
- Sam Shipstone – chitarra (2020-oggi)
- Jay Russell – batteria (2020-oggi)

Ex componenti
- Sammy Robinson – chitarra (2019-2020)
- George Townend – batteria (2019-2020)

## Discografia

### Album in studio
- 2022 - The Overload
- 2024 - Where's My Utopia?

### EP
- 2021 - Dark Days
- 2022 - 100% Endurance (Elton John Version)

### Singoli
- 2020 - The Trapper's Pelts
- 2020 - Fixer Upper
- 2020 - Peanuts
- 2021 - Dark Days
- 2021 - The Overload
- 2021 - Land of the Blind
- 2021 - Payday
- 2022 - Rich
- 2022 - Pour Another
- 2022 - 100% Endurance
- 2023 - The Trench Coat Museum
- 2023 - Dream Job